# Termas do Eirogo

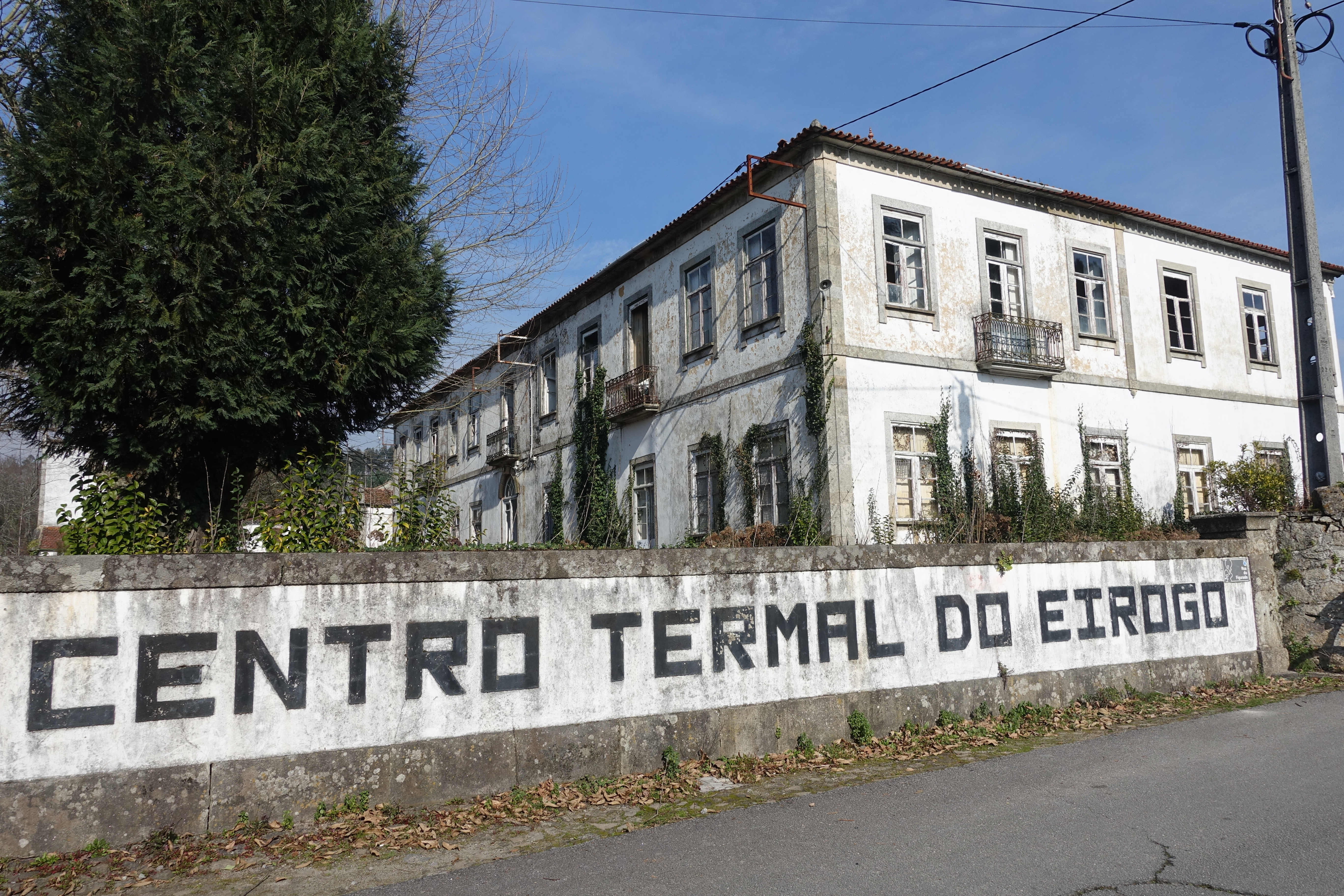

As Termas do Eirogo situam-se em Galegos Santa Maria, Barcelos, Portugal numa região circundada e protegida por pinhais que goza de um excepcional clima marítimo, sem ventos, nem nevoeiros, pelo que apresenta raríssimas variações de temperatura.
Foram construidas entre 1820 e 1823.
É uma instância termal, dotada de condições excepcionais para que se relaxe e se sintam os melhores efeitos destes ares e águas benéficas, consideradas, já desde o século XIX, como uma das melhores águas minerais do país e mesmo da Europa.
Particularmente indicadas para o tratamento de infecções respiratórias, dermatológicas e reumáticas, as águas sulfúreas, cloretadas, bicarbonatadas, sódicas e fluoretadas das Termas do Eirogo apresentam características altamente curativas, o que as torna únicas em termos de um manancial de Hidro e Fisioterapia, que deveria ser aproveitado.
As termas fecharam no ano de 2004 .